# Guilitoy
Guilitoy (Guilucos, Guillicas, Ulucas) / dolazi od Tu’luka, ‘red’,/ pleme američkih Indijanaca porodice Copehan, uže skupine Patwin, naseljeni nekada na području današnjeg kalifornijskog okruga Napa. Bili su jedno od sedam plemena koji su 1836. potpisali mir s Vallejom. Taylor kaže da su 1846. živjeli na starom Wilsonovom ranchu. Selo Huiluc (jedna od varijanti imena) spominje Engelhardt.